# Халкедонська митрополія
Халкедонська митрополія (грец. Μητρόπολη Χαλκηδόνος) — єпархія Константинопольської православної церкви на території турецької Малої Азії.
Християнство поширилося в Халкедоні не пізніше II століття, тоді ж у Халкедоні з'явилася єпископська кафедра. У 451 році рішенням Четвертого Вселенського Собору, який проходив тут же, Халкедонська єпископія стає митрополією.
У січні 1924 року патріаршим і синодальним Томосом зі складу Халкедонської митрополії була виділена Принкипоніська митрополія, яка стала самостійною єпархією з центром на острові Принкипос.
Наразі Халкедонська митрополія — одна з восьми нині існуючих (не титулярних) православних митрополій Константинопольського патріархату на території.

## Єпископи
- Феокрит (II століття)
- Адріан (ок. II століття)
- Марій (352—362)
- Феодул (згад. 381)
- Євсевій
- Кірін (ок. 400—405)
- Філофей (червень 405 — ?)
- Елалій (ок. 426—450)
- Єлевферій (451—475)
- Іракліан (509—518)
- Мартіан (згад. 518 — згад. 520)
- Фотін (згад. 530 — згад. 536)
- Костянтин I (згад. 553)
- Петро (близько 600)
- Пров (7 століття)
- Іоанн I (згад. 681 — згад. 692)
- Микита Халкідонський (726—775)[2]
- Андрій (780—787)
- Ставракій (787 — ?)
- Косма (ок. 813—820)
- Іоанн II (VIII або IX століття)
- Даміан (VIII або IX століття)
- Василь (? — 858)
- Захарія I (858—870)
- Василь (870—877) другий раз
- Захарія I (877 — ?вдруге
- Никон (до 899)
- Стефан (? — 903)
- Михайло I (X століття)
- Іван III (X століття)
- Данило (згад. 997)
- Феодор (згад. 1027)
- Микита II (згад. 1058)
- Лев (1080—1086)
- Михайло II (1086—1090)
- Лев (1090 — ?другий раз
- Іоанн (згад. 1147)
- Костянтин I (згад. 1157)
- Костянтин II (згад. 1171)
- Іоанн V (згад. 1191/1192)
- Миколай I (згад. 1275 — згад. 1278)
- Феогност (згад. 1294)
- Симеон (згад. 1303)
- Феодул II (1315—1337)
- Яків (1351—1379)
- Матвій (1387 — ок. 1389)
- Гаврило I (1389—1397)
- Йосип I (згад. 1477 — згад. 1484)
- Гавриїл II (згад. 1499)
- Євфимій (згад. 1546 — згад. 1565)
- Дорофей (згад. 1570 — згад. 1572)
- Сисинній (згад. 1580)
- Дорофей (згад. 1583—1593) вдруге
- Тимофій (1593—1617)
- Єремія I (1617)
- Тимофій (1617 — червень 1620) вдруге
- Йосиф II (червень 1620—1622)
- Тимофій (1622 — 18 травня 1623) третій раз
- Іоасаф (29 травня 1623 — березень 1626)
- Григорій I (24 березня 1626 — раніше квітня 1628)
- Ісаакій (після квітня 1628 — травень 1630)
- Нектарій (10 червня 1630—1637)
- Пахомій (1 лютого 1637 — 20 червня 1638)
- Діонісій I (20 червня 1638 — до 1 червня 1639)
- Пахомій вдруге (до 1 червня 1639—1647)
- Гавриїл III (1647 — після 1662)
- Євфимій II (після 1662 — 7 квітня 1671)
- Єремія (7 квітня 1671—1685)
- Діонісій II (березень 1685 — березень 1686)
- Климент (1686—1688)
- Гавриїл (1688 — 29 серпня 1702)
- Костянтин II (жовтень 1702—1719/1720)
- Парфеній (1719/1720 — 1726)
- Никодим (грудень 1726—1731)
- Каллінік I (1731 — квітень 1746)
- Гавриїл V (квітень 1746 — вересень 1747)
- Іоанникій I (вересень 1747 — 26 березня 1761)
- Іоанникій II (27 березня 1761 — січень 1770)
- Парфеній II (січень 1770 — травень 1777)
- Парфеній III (травень 1777 — листопад 1790)
- Єремія III (листопад 1790 — листопад 1810)
- Герасим (листопада 1810 — лютого 1820)
- Григорій V (лютого 1820 — літо 1821)
- Анфім (Хоріанопулос) (20 жовтня 1821 — 28 липня 1822)
- Каллінік (липень 1822 — серпень 1825)
- Агафангел (серпень 1825 — 26 вересня 1826)
- Захарія (вересня 1826 — травня 1834)
- Ієрофей (травень 1834 — березень 1853)
- Герасим (Дзерміас) (15 березня 1853 — 24 лютого 1875)
- Каллінік (Фомаидіс) (4 березня 1875 — 14 грудня 1889)
- Іоаким (Евтивуліс) (17 грудня 1889 — 10 травня 1897)
- Герман (Кабакопулос) (10 травня 1897 — 28 січня 1913)
- Григорій (Зервудакіс) (12 лютого 1913 — 6 грудня 1923)
- Іоаким (Георгіадіс) (20 грудня 1923 — 5 лютого 1927)
- Миколай (Сакопулос) (22 лютого — 17 березня 1927)
- Агафангел (Константінідіс) (2 квітня 1927 — 28 червня 1932)
- Максим (Вапордзіс) (28 червня 1932 — 20 лютого 1946)
- Фома (Саввопулос) (12 березня 1946 — 18 жовтня 1966)
- Мелітон (Хадзіс) (25 жовтня 1966 — 27 грудня 1989)
- Варфоломій (Архондоніс) (9 січня 1990 — 22 жовтня 1991)
- Іоаким (Нерандзуліс) (10 грудня 1991 — 21 березня 2008)
- Афанасій (Папас) (21 березня 2008 - 16 лютого 2021)
- Еммануїл (Адамакіс) ( з 16 лютого 2021)